# Contea di Stephenson
La contea di Stephenson (in inglese Stephenson County) è una contea dello Stato dell'Illinois, negli Stati Uniti. La popolazione al censimento del 2000 era di 48 979 abitanti. Il capoluogo di contea è Freeport.